# Aventurera (película de 1988)
Aventurera es una película venezolana dirigida en 1988 por el director chileno Pablo de la Barra, con guion coescrito con José Ignacio Cabrujas. En 1989 fue nominada al Goya a la mejor película extranjera de habla hispana. Su protagonista, Flavio Caballero, fue galardonado como mejor actor en el Festival de Cine de La Habana de 1988.

## Argumento
Braulio es un actor sin trabajo que encuentra trabajo en la lucha libre. Conoce a Rosario, de quien se enamora, pero es amante de Búfalo, jefe de un grupo que simula salvar a Braulio de un enfrentamiento con la policía para que les ayude a realizar un atentado contra el presidente de Venezuela Rómulo Betancourt. Rosario deja a Búfalo por Braulio, y éste intenta impedir el atentado.
Aventurera,  es el primer largometraje que el chileno exiliado en Venezuela, Pablo de la Barra, filmó en su país de adopción. Se trata de una comedia que toma como elemento central el atentado que sufrió el Rómulo Betancourt en 1960. Sin embargo, se trata del retrato de una serie de personajes pícaros y populares que sobreviven como pueden la transición democrática. Para, Josetxo Cerdán y Miguel Fernández Labayen, aunque de la Barra proviene del cine militante, "en esta comedia se apoya claramente en tipos populares, en ocasiones próximos a los del cine de vecindad de la Época de Oro del cine mexicano, por ejemplo."

## Reparto
- Flavio Caballero
- Verónica Cortez
- Toco Gómez
- Alejo Felipe
- Fernando Gómez
- Luis Rivas
- Jorge Canelón
- Cayito Aponte
- William López
- Eric Juhazz
- Tullio Cavalli
- Gustavo Rodríguez
- Ximena Negrín